# روئینگ در المپیک تابستانی ۱۹۰۴
رویینگ در بازی‌های المپیک تابستانی ۱۹۰۴ نام رویداد ورزش رویینگ در بازی‌های المپیک تابستانی بود که در سال ۱۹۰۴ برگزار شد. این مسابقات از پنج بخش تشکیل شده بود که در ۳۰ ژوئیه برگزار شد.

## کشورهای شرکت کننده
در این مسابقات ۴۴ ورزشکار از ۲ کشور به رقابت با یک دیگر پرداختند.
- کانادا (۹)
- ایالات متحده آمریکا (۳۵)

## جدول مدال‌ها
| رتبه | کشور                | طلا | نقره | برنز | مجموع |
| ۱    | ایالات متحده آمریکا | ۵   | ۴    | ۴    | ۱۳    |
| ۲    | کانادا              | ۰   | ۱    | ۰    | ۱     |